# Ernst Wilhelm Bernhardi
Ernst Wilhelm Bernhardi (* 26. Mai 1788 in Freiberg; † 28. Mai 1852 in Dresden) war ein sächsischer Jurist und Politiker. Er war von 1833 bis 1850 Bürgermeister von Freiberg sowie von 1833 bis 1848 Abgeordneter in der I. Kammer des Sächsischen Landtags.

## Leben und Wirken
Ernst Wilhelm Bernhardi war das zweite Kind des königlich-sächsischen Generalakziseinspektors sowie Gerichtsdirektors für Brand und Freiberg, Christian Gottfried Bernhardi (1752–1825) und dessen Ehefrau Caroline Wilhelmine geb. Hennig geboren. Er besuchte die Fürstenschule St. Afra in Meißen, in die er am 21. Mai 1802 eintrat und von der er mit Reifezeugnis am 21. März 1807 abging. Nach einem Studium der Rechts- und Verwaltungswissenschaften wurde er 1811 zunächst Gerichtsaktuar in Niederforchheim, dann 1815 Gerichtsverwalter-Adjunkt. 1822 folgte die Ernennung zum Gerichtsverwalter des Rittergutes Gersdorf mit Böhrigen. 1824 berief man Bernhardi zum Wirklichen Gerichtsdirektor in seiner Geburtsstadt Freiberg, ab 1825 ist er als Finanzprokurator des Erzgebirgischen Kreises nachweisbar. Ab etwa 1828 gehörte Bernhardi dem Stadtrat von Freiberg an. Dort wurde er 1832 zum Bürgermeister gewählt. Dieses Amt hatte er bis 1850 inne. Als solcher war er unter anderem Mitglied der Schulkommission am Gymnasium zu Freiberg. und ab 1843 Kommissar an der Mechanischen Baugewerkschule sowie Vorsitzender der Prüfungskommission für mechanische Baugewerke zu Freiberg. Von 1833/34 bis 1848 war er Mitglied der I. Kammer des Sächsischen Landtags in der Klasse der Magistratspersonen.
Nach seiner Pensionierung zog Bernhardi nach Dresden, wo er 1852 an Typhus starb. Er war mit Henriette Wilhelmina geb. Trainer (1797–1849) verheiratet und hatte mit ihr zwei Kinder.